# Neoechinorhynchus (Neoechinorhynchus) karachiensis
Neoechinorhynchus (Neoechinorhynchus) karachiensis is een soort haakworm uit het geslacht Neoechinorhynchus. De worm behoort tot de familie Neoechinorhynchidae. Neoechinorhynchus (Neoechinorhynchus) karachiensis werd in 1972 beschreven door Bilgees.